# Big Beat from Badsville
Big Beat from Badsville — студийный альбом американской рок-группы The Cramps выпущен в 1997 году на лейбле Epitaph Records.

## Об альбоме
Диск был записан и смикширован в доме Earle Mankey в Thousand Oaks, Калифорния, в мае 1997 года.
В 2001 году The Cramps переиздали альбом на своём лейбле  Vengeance Records с 4 бонус-треками.

## Список композиций
- Все песни написаны Люксом Интериором и Ivy Rorschach, за исключением отмеченных.

### Сторона A
1. Cramp Stomp - 3:24
2. God Monster - 4:05
3. It Thing Hard-On - 2:49
4. Like a Bad Girl Should - 3:05
5. Sheena's in a Goth Gang - 2:44
6. Queen of Pain - 3:50
7. Monkey With Your Tail - 3:38

### Сторона B
1. Devil Behind That Bush - 3:33
2. Super Goo - 2:27
3. Hypno Sex Ray - 2:26
4. Burn She-Devil, Burn - 2:23
5. Wet Nightmare - 3:36
6. Badass Bug - 2:25
7. Haulass Hyena - 2:53

### Бонус-треки на переиздании 2001 года
1. Confessions of a Psycho Cat - 3:32
2. No Club Lone Wolf  - 2:28
3. I Walked All Night (Hargus Robbins) - 2:49
4. Peter Gunn (Henry Mancini) - 3:10

## В записи участвовали
- Люкс Интериор - вокал
- Poison Ivy - гитара, теремин
- Slim Chance - бас-гитара
- Harry Drumdini - ударные